# Jordi Sànchez i Picanyol

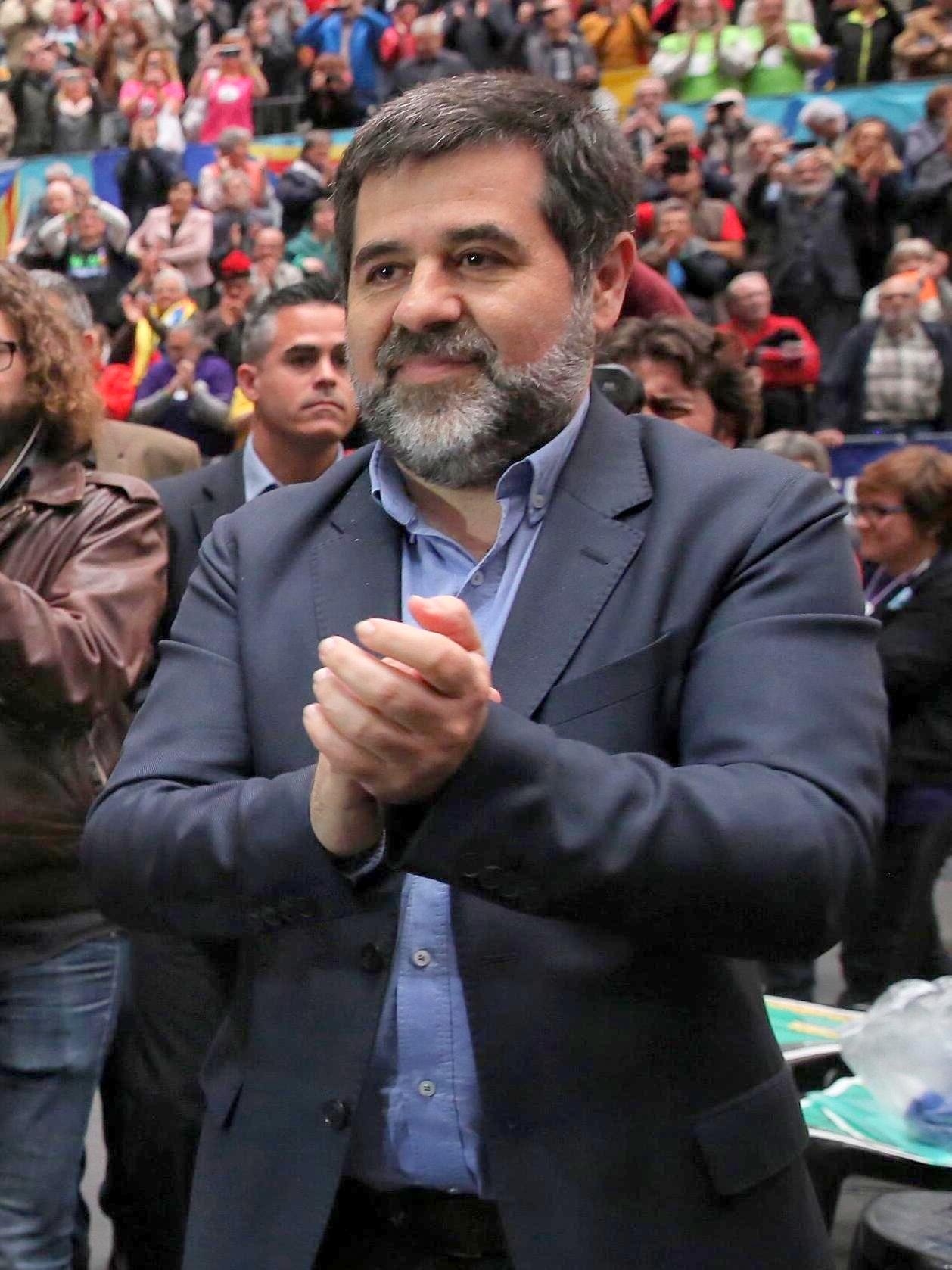
Jordi Sànchez (April 2017)

Jordi Sànchez i Picanyol (geboren 1. Oktober 1964 in Barcelona) ist ein spanischer Aktivist und Politiker.

## Leben
Jordi Sànchez studierte Politikwissenschaften an der Autonomen Universität Barcelona. Er ist Assistenzprofessor für politische Wissenschaft an der Universität Barcelona und hatte Lehraufträge an mehreren Bildungsinstituten. Er arbeitete in verschiedenen Politikberatungsprojekten.
Sànchez wurde in verschiedenen Parteien politisch aktiv, zuletzt in dem Wahlbündnis Junts per Catalunya. Sànchez wurde im Mai 2015 zum Präsidenten der Assemblea Nacional Catalana ernannt, einer Aktivistendachorganisation, deren Ziel die Unabhängigkeit Kataloniens von Spanien ist. Er war Organisator des Unabhängigkeitsreferendums 2017, das von der spanischen Regierung und vom spanischen Verfassungsgericht als ungesetzlich bezeichnet wurde, das aber trotzdem am 1. Oktober 2017 durchgeführt wurde. Dabei kam es zu Blockaden und gewaltsamen Auseinandersetzungen zwischen der von der Regierung eingesetzten Polizei und Demonstranten.
Wegen des Vorwurfs der Aufruhrs (Rebelión) wurden Sànchez und Jordi Cuixart festgenommen. Bei den von der spanischen Regierung angeordneten vorzeitigen Regionalwahlen im Dezember 2017 wurde Sànchez als Unabhängiger auf Platz 2 der Liste der Junts per Catalunya ins Regionalparlament gewählt, das sich im Januar 2018 konstituierte.
Da Junts per Catalunya die Wiederwahl des abgesetzten und ins Ausland geflohenen Politikers Carles Puigdemont zum Präsidenten der Generalitat de Catalunya, der katalanischen Autonomieregierung, juristisch nicht durchsetzen konnte, wurde Sànchez im März 2018 trotz seiner Inhaftierung zum Kandidaten für das Präsidentenamt erklärt. Es kam in der Folge nicht zu seiner Wahl, da er bedingt durch seine Haft nicht, wie dies erforderlich gewesen wäre, persönlich an den Parlamentssitzungen teilnehmen konnte; er verzichtete daraufhin auf seine Kandidatur.
Am 14. Oktober 2019 verhängte das Oberste Gericht in Madrid gegen ihn eine Haftstrafe von neun Jahren. Im Juni 2021, nach einer Inhaftierung von drei Jahren und acht Monaten, wurde Sànchez auf Beschluss der Regierung des spanischen Präsidenten Pedro Sánchez begnadigt. Ihm wurde eine fünfjährige Bewährungsfrist auferlegt, sowie das Ämterverbot bis 2026 aufrechterhalten.

## Kritik an der Haft
Amnesty International und P.E.N. International protestierten gegen Sànchez' Inhaftierung.
Die UN-Arbeitsgruppe gegen willkürliche Inhaftierungen kritisierte in einem Bericht vom 13. Juni 2019 den Freiheitsentzug von Sànchez und forderte seine Freilassung. Sie stellte Verstöße fest bezüglich der „Ausübung von Menschenrechten“, dem „Grundsatz eines fairen Verfahrens“ und kategorisierte die Inhaftierung als „rechtswidrig und diskriminierend“.
Amnesty International kritisierte auch die Verurteilung und forderte erneut seine Freilassung. Auch wenn es keine Anzeichen für ein unfaires Gerichtsverfahren gebe, verstoße die „zu breite und damit gefährliche“ Interpretation der Straftat Aufruhr gegen Sànchez' Recht auf freie Meinungsäußerung und friedliche Versammlung.
Mit derselben Begründung forderte auch die Weltorganisation gegen Folter Sànchez' Freilassung.
Anfang Mai 2020 nahm das spanische Verfassungsgericht Sànchez' Rekurs (Recurso de Amparo) gegen das Urteil an.

## Schriften (Auswahl)
- Participació política. Vic : Eumo, 1997
- La Democràcia electrònica. Barcelona : UOC, 2005